# Andrea Dandolo
Andrea Dandolo, född 30 april eller 3 maj 1306, död den 7 september 1354, var doge av Venedig 1343–1354. 
Dandolo försvarade mot turkarna de venetianska besittningarna i Arkipelagen. För att krossa Genuas ställning vid Svarta havet förenade han sig senare med turkarna, och Venedig hade därefter en tid bortåt en obestridd hegemoni i Orienten.
Efter 1348 började Genuas inflytande vid Svarta havet åter att stiga, men genom ett förbund med den grekiske kejsaren Johannes Kantakuzenos och med Neapel lyckades Dandolo åter stäcka (förhindra) dess makt.
Från Dandolos tid härrör två stora venetianska samlingar av traktater med respektive österns och västerns makter, Liber blancus och Liber albus, samt ett historiskt verk, Chronicon Venetorum, som behandlar Venedigs historia från äldsta tider till 1280. 
År 2018 gjordes en arkeologisk undersökning i Sjöborg, Blekinge, där man hittade bland annat en gulddukat från Dandolos första år som doge, 1343. Fyndet är unikt i Sverige.